# Jane Colebrook
Jane Colebrook (Katrina Jane Colebrook, in erster Ehe Finch, in zweiter Ehe Weston; * 8. November 1957) ist eine ehemalige britische Mittelstreckenläuferin, die sich auf die 800-Meter-Distanz spezialisiert hatte.
1977 siegte sie bei den Halleneuropameisterschaften in San Sebastián.
Im Jahr darauf gewann sie für England startend Bronze bei den Commonwealth Games 1978 in Edmonton und erreichte bei den Europameisterschaften 1978 in Prag das Halbfinale.
1983 wurde sie Sechste bei den Halleneuropameisterschaften in Budapest, und 1985 gewann sie Silber bei den Hallenweltspielen 1985 in Paris.
1983 wurde sie AAA-Hallenmeisterin über 1500 Meter.

## Persönliche Bestzeiten
- 400 m: 53,80 s, 16. Juli 1978, Edinburgh (handgestoppt: 53,6 s, 2. Juli 1977, Nottingham)
- 800 m: 2:00,6 min, 9. Juli 1977, Oulu
  - Halle: 2:01,12 min, 13. März 1977, San Sebastián
- 1000 m: 2:42,4 min, 28. Mai 1979, Lincoln
  - Halle: 2:40,32 min, 9. März 1985, Cosford
- 1500 m: 4:16,50 min, 30. Juni 1984, Byrkjelo
  - Halle: 4:15,73 min, 29. Januar 1983, Cosford
- 400 m Hürden: 58,6 s, 21. September 1980, Lincoln